# Softbol na OI 2000.
Konačni rezultati natjecanja u športu softbolu na OI 2000.:

## Osvajačice odličja
| Zlato | Srebro | Bronca |
| SAD Laura Berg Lisa Fernandez Lori Harrigan Michele Smith Christie Ambrosi Jennifer Brundage Crystl Bustos Sheila Cornell Danielle Henderson Jennifer McFalls Stacey Nuveman Leah O'Brien Dot Richardson Michelle Venturella Christa Lee Williams | Japan Misako Ando Yumiko Fujii Taeko Ishikawa Kazue Ito Yoshimi Kobayashi Shiori Koseki Mariko Masubuchi Naomi Matsumoto Emi Naito Haruka Saito Juri Takayama Hiroko Tamoto Reika Utsugi Miyo Yamada Noriko Yamaji | Australija Joanne Brown Kerry Dienelt Peta Edebone Tanya Harding Melanie Roche Natalie Ward Brooke Wilkins Sandra Allen Sue Fairhurst Selina Follas Fiona Hanes Kelly Hardie Sally McDermid Simmone Morrow Natalie Titcume |